# Martin Esslin
Martin Esslin OBE (eigentlich: Julius Pereszlény, geboren 6. Juni 1918 in Budapest, Österreich-Ungarn; gestorben 24. Februar 2002 in  London) war ein britischer Theaterwissenschaftler, bekannt vor allem durch sein 1961 erschienenes Standardwerk Das Theater des Absurden.
Esslin trug als Redakteur des britischen Rundfunks BBC nach dem Zweiten Weltkrieg wesentlich zum Bekanntwerden kontinentaleuropäischer Theaterautoren in der englischsprachigen Welt bei.

## Leben
Gyula Márton Pereszlényis Vater hatte den Familiennamen ungarisiert. Die Familie musste nach der Niederschlagung der Regierung Béla Kun, in der sein Onkel Zoltán Rónai Justizminister war, 1919 nach Österreich fliehen. Mit fünfzehn Jahren war er nach eigenen Angaben „überzeugter Marxist“. Von der Partei wurde er zum „Russischkurs und eine Reihe von anderen Schulungskursen in Theorie und Taktik“ geschickt. In Wien bewarb sich Pereszlényi 1936 für das Max-Reinhardt-Seminar. 1938 hatte er die „unvermeidliche marxistische Phase“ beendet, da er „nun als neuer 'Antitotalitärer' davon überzeugt“ war, dass „Stalin genau so wie Hitler ein Tyrann der altmodischen Art war, der die wahren Ideale der Revolution verraten und in ihr Gegenteil verkehrt hatte.“ Nach dem Anschluss Österreichs an das Deutsche Reich floh er nach Brüssel und von dort mit einem Touristenvisum nach London, wo er durch Vermittlung der Bloomsbury Group 1940 eine erste Anstellung bei der BBC bekam und an den deutschsprachigen Sendungen mitarbeitete. Er passte seinen Namen an (PerESSLINyi). 1947 heirateten Martin Esslin und Renate Gerstenberg. Für den Emigranten Berthold Goldschmidt schrieb er 1949 das Libretto für die Oper Beatrice Cenci nach Shelley. Die Oper wurde allerdings erst 1988 uraufgeführt.
Von 1961 bis 1977 war Esslin, zunächst stellvertretend, dann allein verantwortlich, Leiter der Drama-Abteilung des BBC-Rundfunks. Zugleich gewann er Anerkennung als einer der wichtigsten britischen Theaterkritiker. Mit dem Buch Das Theater des Absurden beschrieb er umfassend einen neuen Trend, der bei ihm von Samuel Beckett, Eugène Ionesco und Jean Genet über Jean Tardieu und Fernando Arrabal bis hin zu Harold Pinter, Edward Albee, Max Frisch, Wolfgang Hildesheimer und Günter Grass reichte. Esslin sorgte dafür, dass viele kontinentaleuropäische Stücke erstmals ins Englische übersetzt wurden. Häufig wurden sie in den BBC-Fassungen auch erstmals auf britischen Bühnen gespielt.
Nach einem Lehrauftrag an der Florida State University (ab 1969) gab er 1977 seine Arbeit bei der BBC auf, um bis 1988 an der Stanford University zu lehren.
Die Republik Österreich ernannte ihn zum Titularprofessor, in Großbritannien wurde er 1972 OBE.

## Schriften (Auswahl)

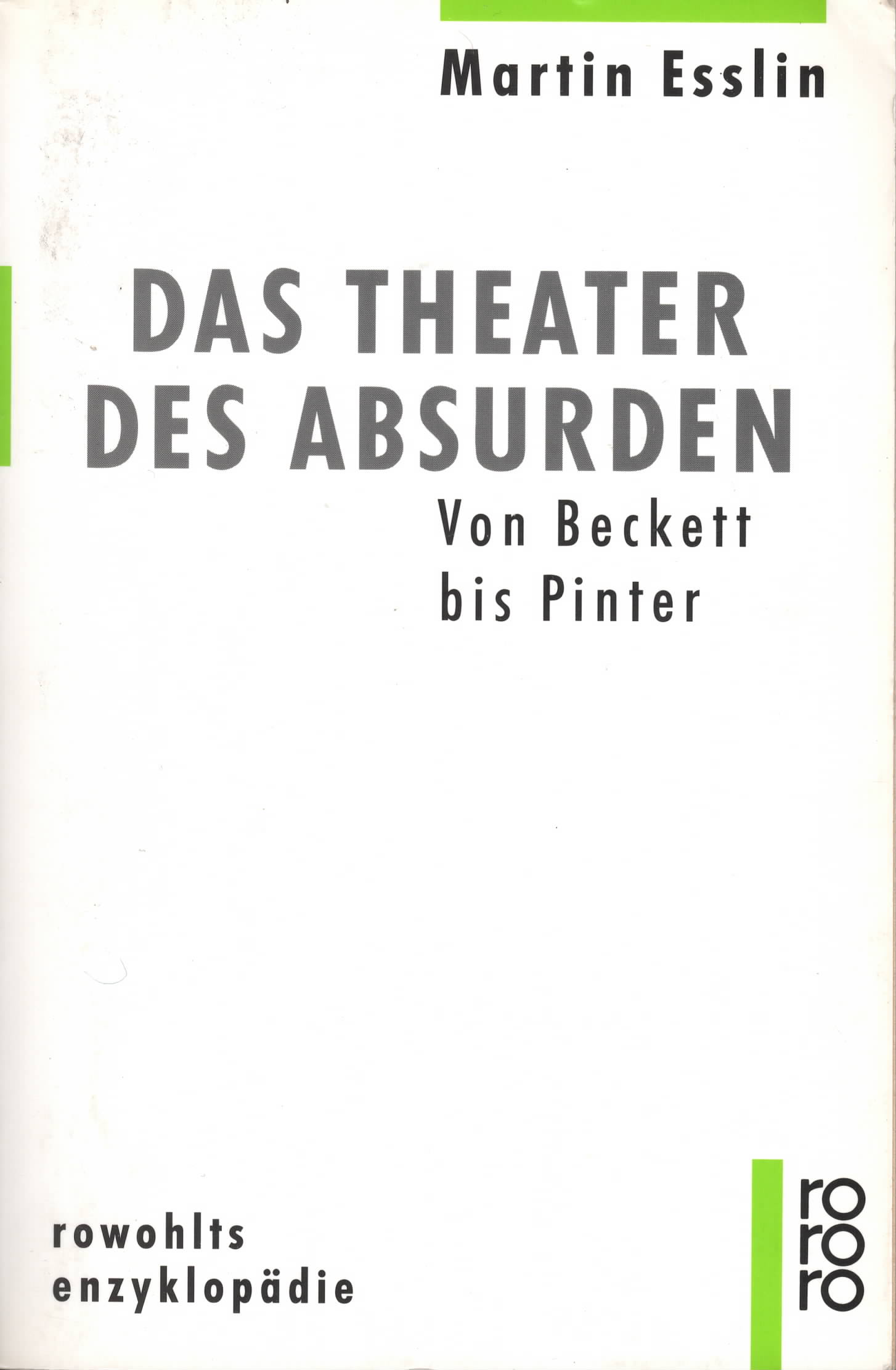
Das Theater des Absurden. Von Beckett bis Pinter erschien als Band 414 in rowohlts enzyklopädie, Rowohlt, Reinbek 1985, Nachdruck 1991

- Brecht: a choice of evils. Eyre & Spottiswoode, London 1959.	
  - Deutsche Übersetzung: Brecht – das Paradox des politischen Dichters. Athenäum Verlag, Frankfurt 1962.
- The theatre of the absurd. Eyre & Spottiswoode, London 1964. 
  - Deutsche Übersetzung: Das Theater des Absurden. Athenäum Verlag, Frankfurt 1964.